# Monte de Gibralfaro
Monte de Gibralfaro är ett berg i Spanien.   Det ligger i provinsen Provincia de Málaga och regionen Andalusien, i den södra delen av landet, 400 km söder om huvudstaden Madrid. Toppen på Monte de Gibralfaro är 123 meter över havet, eller 54 meter över den omgivande terrängen. Bredden vid basen är 0,98 km.
Terrängen runt Monte de Gibralfaro är kuperad norrut, men åt sydväst är den platt. Havet är nära Monte de Gibralfaro åt sydost.  Närmaste större samhälle är Málaga, 0,90 km väster om Monte de Gibralfaro. 